# ایستگاه داندس وست
ایستگاه داندس وست (انگلیسی: Dundas West station) یک ایستگاه مترو در خط ۲ بلور–دانفورث در تورنتو، انتاریو، کانادا است.